# Вејмут (Масачусетс)
Вејмут (енгл. Weymouth) град је у америчкој савезној држави Масачусетс. По попису становништва из 2010. у њему је живело 53.743 становника.

## Демографија
Према попису становништва из 2010. у граду је живело 53.743 становника.
| Група             | 2000.          | 2010.          |
| Белци             | 50.758 (94,0%) | 47.364 (88,1%) |
| Афроамериканци    | 779 (1,4%)     | 1.651 (3,1%)   |
| Азијати           | 843 (1,6%)     | 1.720 (3,2%)   |
| Хиспаноамериканци | 721 (1,3%)     | 1.412 (2,6%)   |
| Укупно            | 53.988         | 53.743         |